# Oxynoemacheilus evreni
Oxynoemacheilus evreni és una espècie de peix pertanyent a la família dels balitòrids i a l'ordre dels cipriniformes.

## Etimologia
L'epítet evreni fa referència a Evren Erk’Akan (presumiblement, un parent de F. Erk'Akan, el qual és un dels tres autors que van descriure aquesta espècie i li van donar el seu nom científic).

## Descripció
El cos, allargat, de la femella fa 7,5cm de llargària màxima. 3 espines i 8 radis tous a l'aleta dorsal. 3 espines i 5 radis tous a l'anal. Aletes pectorals amb 1 espina i 10-11 radis tous. 2 espines i 7-7 radis tous a les aletes pelvianes. Aleta caudal forcada. Línia lateral contínua.

## Hàbitat i distribució geogràfica
És un peix d'aigua dolça, demersal i de clima subtropical, el qual viu a Àsia: és un endemisme del rierol Tekir (conca del riu Ceyhan) a Turquia. Prefereix els corrents de moderats a força ràpids i amb substrat de grava.

## Observacions
És inofensiu per als humans, el seu índex de vulnerabilitat és baix (20 de 100) (és capaç de sobreviure en hàbitats força modificats) i les seues principals amenaces són la construcció de preses i, a nivell local, la contaminació de l'aigua.